# Daughters of the American Revolution

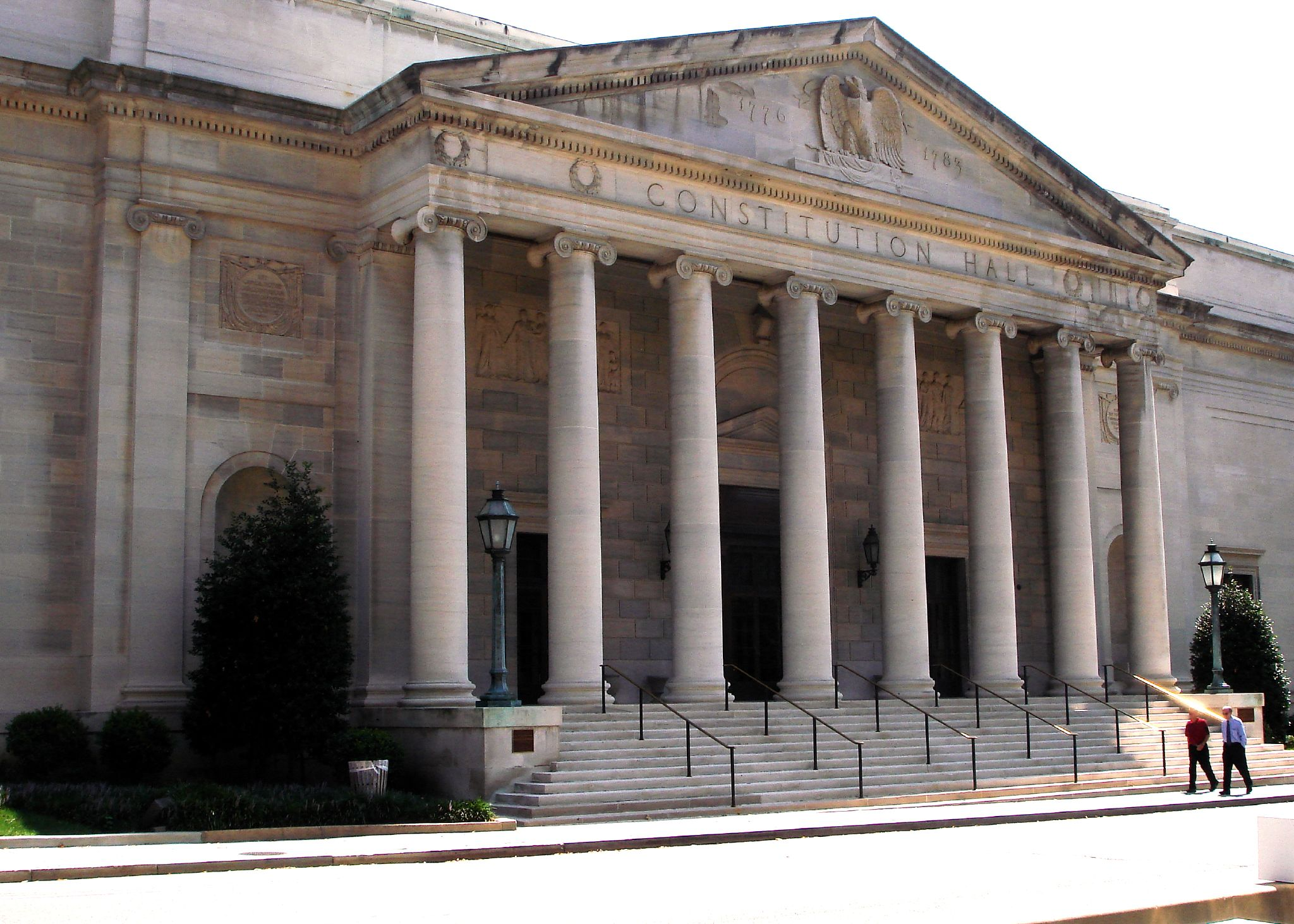
DAR Constitution Hall in Washington, D.C.

Die Daughters of the American Revolution (abgekürzt DAR, deutsch „Töchter der Amerikanischen Revolution“) sind eine patriotische Frauenvereinigung in den Vereinigten Staaten.

## Beschreibung
Die Organisation will das Erbe der Amerikanischen Revolution von 1776 wachhalten und hat es sich zum Ziel gesetzt, die Erinnerung an die Vergangenheit zu pflegen sowie Bildung und Patriotismus zu fördern. Zu diesem Zweck vergibt sie auch Stipendien und Auszeichnungen. Ihr Motto ist “God, Home, and Country.” („Gott, Heimat und Vaterland“). Die Töchter der Amerikanischen Revolution sind in allen US-Bundesstaaten sowie in Australien, Kanada, Frankreich, Deutschland, Mexiko und dem Vereinigten Königreich vertreten.

## Aktivitäten
Die Organisation beteiligt sich durch Spenden und Spendensammlungen an dem Erhalt und der Restauration historischer Monumente. In Washington, D.C. betreibt sie die Konzerthalle Constitution Hall sowie ein Museum, das schwerpunktmäßig Haushaltsgegenstände aus der Zeit der Revolution sammelt. 1939 verhinderte die Organisation aus rassistischen Gründen einen Auftritt von Marian Anderson in der Constitution Hall.
Weitere Unterstützungsleistungen gehen an Veteranenorganisationen und -hospitäler und medizinische Einrichtungen der Armee wie das Landstuhl Regional Medical Center. Mitglieder helfen dort auch ehrenamtlich aus.
Zur Förderung von Bildung betreibt die DAR sechs Schulen, unterstützt gezielt Schulen für amerikanische Ureinwohner, richtet einen jährlichen Schreibwettbewerb aus und vergibt Stipendien. Sie verteilt amerikanische Flaggen an öffentliche Einrichtungen und klärt über deren korrekte Nutzung auf. Seit 1920 wird ein Handbuch für Einwanderer veröffentlicht.

## Mitglieder
Nur volljährige Frauen können Mitglied werden. Sie müssen zudem ihre Abstammung von einem Vorfahren nachweisen, der bei der Erlangung der Amerikanischen Unabhängigkeit mitgewirkt hat. Zu solchen Vorfahren gehören insbesondere
- Unterzeichner der Amerikanischen Unabhängigkeitserklärung,
- Veteranen des Amerikanischen Unabhängigkeitskriegs einschließlich Freischärlern, Kaperfahrern/Freibeutern, spanischen und französischen Soldaten und Matrosen,
- Bedienstete der Übergangs- und Staatsregierungen,
- Mitglieder des Kontinentalkongresses und entsprechender Versammlungen der neuen Staaten,
- Teilnehmer an der Boston Tea Party,
- Kriegsgefangene, Flüchtlinge und Verteidiger von Befestigungen und Grenzen,
- Ärzte und Krankenschwestern, die verwundeten Revolutionären halfen,
- andere, die der Revolution materielle oder patriotische Unterstützung leisteten.

Prominente Mitglieder sind etwa Laura Bush,  Elizabeth Dole und Bo Derek.
Bekannte verstorbene Mitglieder waren Rosalynn Carter, Mary Baker Eddy, María Eulalia von Spanien, Ginger Rogers, Grandma Moses, Lillian Gish, Susan B. Anthony, Emily Warren Roebling und Janet Reno.